# Vanessa indica
Vanessa indica is een vlinder uit de familie Nymphalidae, de vossen, parelmoervlinders en weerschijnvlinders. De vlinder komt voor in het Indomaleisisch gebied.
De spanwijdte bedraagt tussen de 55 en 65 millimeter. De vlinder lijkt sterk op de Atalanta die op de voorvleugel een strakke oranje-rode band heeft.
De waardplanten van de rupsen zijn soorten uit de brandnetelfamilie.